# بیلی مور (بازیکن بسکتبال)
بیلی مور (به انگلیسی: Billie Moore؛ زادهٔ ۵ مهٔ ۱۹۴۳- درگذشته ۱۴ دسامبر ۲۰۲۲) بازیکن سابق و مربی بسکتبال اهل ایالات متحده آمریکا بود. او اولین سرمربی در تاریخ بسکتبال کالج زنان بود که دو مدرسه مختلف را به مسابقات قهرمانی کشور رساند. 

## زندگی شخصی و مرگ
مور در ۱۴ دسامبر ۲۰۲۲ در خانه در فولرتون، کالیفرنیا، در سن ۷۹ سالگی درگذشت. او به دلیل مولتیپل میلوما در آسایشگاه بستری بود.